# Ray Felix
Raymond Darlington Felix, detto Don (New York, 10 dicembre 1930 – Queens, 28 luglio 1991), è stato un cestista statunitense, professionista nella NBA.

## Carriera
Un centro dell'Università di Long Island, fu scelto nel draft NBA del 1953 con la prima scelta dai Baltimore Bullets. Velocemente diventò il miglior centro afro-americano della NBA, vincendo il premio come miglior matricola dell'anno 1954 con medie di 17,6 punti e 13,3 rimbalzi a partita. Felix fu anche il secondo afro-americano, dopo Don Barksdale, a partecipare ad un All-Star Game.
Passò nove stagioni della NBA giocando oltre che con i Baltimore Bullets anche con i New York Knicks e con i Minneapolis Lakers.
Le sue medie di carriera furono di 10,9 punti e 8,9 rimbalzi a partita per un totale di 6.974 punti e 5.652 rimbalzi. Si ritirò nel 1962.
Morì nel 1991 nella sua casa a East Elmhurst, nel Queens.

## Palmarès
- Campione ABL (1953)
- NBA Rookie of the Year (1954)
- NBA All-Star (1954)